# 코르 카롤리
코르 카롤리(Cor Caroli) 혹은 사냥개자리 알파(Alpha Canum Venaticorum)는 사냥개자리에서 가장 밝은 별로, 지구에서 약 110 광년 떨어져 있다. 코르 카롤리는 '찰스의 마음'이라는 의미로, 에드먼드 헬리가 찰스 1세에게 경의를 표하는 의미에서 붙인 이름이기도 하다.
코르 카롤리는 쌍성으로 두 별이 합쳐서 +2.89의 겉보기 밝기를 보여준다. 두 별은 천구상에서 약 19.6초 떨어져 있으며 작은 망원경으로 관찰하면 쉽게 분리된 모습을 볼 수 있다.
주성 사냥개자리 알파 2는 분광형이 B9이며, '사냥개자리 알파2형 변광성'의 기본형이다. 사냥개자리 알파2형 변광성들의 특징은 강한 자기장 및 이로 인해 생성된 항성 표면의 많은 흑점이라고 할 수 있다. 이 흑점 때문에 알파2의 밝기는 자전주기 동안 변동이 심하다. 약 5.47일의 자전주기 동안 밝기는 +2.84에서 +2.94까지 변한다.
주성은 주계열을 떠나 준거성으로 진입하였으며 중심핵에서 수소를 다 태우고 헬륨핵융합 준비를 하고 있다.
반성 사냥개자리 알파1은 분광형이 F0인 주계열성이다. 겉보기 밝기는 +5.5등급으로 주성에 비해 매우 어둡다.
코르 카롤리는 '처녀의 다이아몬드' 성군에서 북쪽 꼭짓점이기도 하다.